# چهارطاق پایین
چهارطاق پایین، روستایی از توابع بخش آرادان شهرستان گرمسار در استان سمنان ایران است.

## جمعیت
این روستا در دهستان کهن‌آباد قرار دارد و براساس سرشماری مرکز آمار ایران در سال ۱۳۸۵، جمعیت آن زیر سه خانوار بوده‌است.